# جعرور متعدد الخطوط
جعرور متعدد الخطوط (الاسم العلمي: Gerrhosaurus multilineatus) هو نوع من الزواحف يتبع جنس الجعرور من فصيلة الجعروريات.